# Noventa Padovana
Noventa Padovana (velenceiül Noenta Pàdoana) település Olaszországban, Veneto régióban, Padova megyében. Lakosainak száma 11 468 fő (2023. január 1.). Noventa Padovana Padova, Vigonovo, Vigonza és Stra községekkel határos.

## Népesség
A település lakossága az elmúlt években az alábbi módon változott:
| Lakosok száma | 11 383 | 11 423 | 11 468 |
|               | 2017   | 2018   | 2023   |